# John Wells

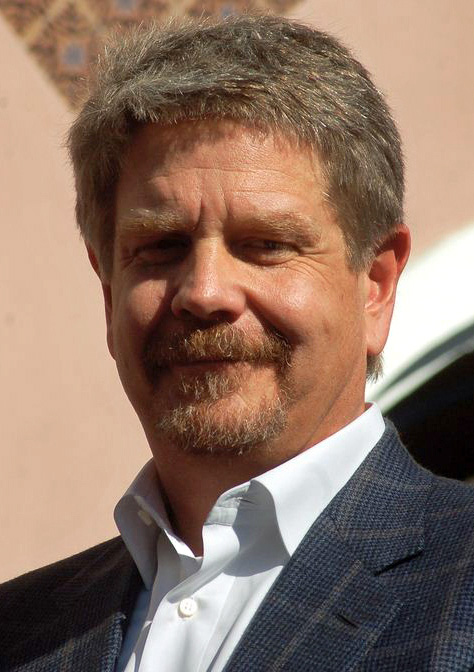

John Marcum Wells (Alexandria, Virgínia, 28 de maio de 1956) é um escritor e produtor de filmes, séries de televisão e teatro estadunidense. É mais conhecido por ser o produtor executivo de várias séries de sucesso, como ER, The West Wing e Third Watch.

## Biografia
Wells é casado com Marilyn Wells e tem duas filhas. Se formou na Carnegie Mellon School of Drama em 1979, onde um dos estúdios ganhou seu nome em homenagem. Se formou também na USC School of Cinema-Television como diretor, de onde é membro do conselho executivo. É presidente da seção oeste da Writers Guild of America desde 1999. Venceu vários prêmios por seus trabalhos, entre eles os Emmy´s de 1996 (por ER) e de 2000, 2001, 2002 e 2003 (por The West Wing), além de vários outros.

## Carreira como Produtor
Entre "aspas" as séries de TV:
- Southland - (9 de abril de 2009 - 17 de abril de 2013) (Criador)
- Major Bummer (2010) (apenas produtor)
- Positively Fifth Street (2009) (produtor executivo)
- Goat (2008) (produtor executivo)
- Dirty Girl (2008)(produtor executivo)
- Electric Slide (2008)(produtor executivo)
- Then She Found Me (2007) (produtor executivo)
- I'm Not There (2007) (produtor executivo)
- Savage Grace (2007) (produtor executivo)
- "Smith" (produtor executivo) (2 episódios, 2006-2007)
- An American Crime (2007) (produtor executivo)
- "ER" (produtor executivo) (277 episódios, 1994-2006)
- Infamous (2006) (produtor executivo)
- "The West Wing" (produtor executivo) (155 episódios, 1999-2006)
- "The Evidence" (2006) (apenas produtor) (número não exato de episódios)
- Prodigy/Bully (2006) (TV) (produtor executivo)
- Doom (2005) (apenas produtor)
- Mrs. Harris (2005) (TV) (produtor executivo)
- The Notorious Bettie Page (2005) (produtor executivo)
- Duma (2005) (apenas produtor)
- "Jonny Zero" (2005) TV Series (produtor executivo) (número não exato de episódios)
- "Third Watch" (produtor executivo) (3 episódios, 2001-2004)
- A Dirty Shame (2004) (produtor executivo)
- A Home at the End of the World (2004) (apenas produtor)
- Dark Shadows (2004) (TV) (produtor executivo)
- The Company (2003) (produtor executivo)
- Camp (2003) (produtor executivo)
- Party Monster (2003) (produtor executivo)
- The Big Time (2002) (TV) (produtor executivo)
- "Presidio Med" (2002) TV Series (produtor executivo) (número não exato de episódios)
- White Oleander (2002) (apenas produtor)
- The Good Thief (2002/I) (apenas produtor)
- Far from Heaven (2002) (produtor executivo)
- The West Wing Documentary Special (2002) (TV) (produtor executivo)
- One Hour Photo (2002) (produtor executivo)
- "Citizen Baines" (2001) TV Series (produtor executivo) (número não exato de episódios)
- The Grey Zone (2001) (produtor executivo)
- "Trinity" (1998) TV Series (produtor executivo) (número não exato de episódios)
- The Peacemaker (1997) (co-produtor executivo)
- "Angel Street" (1992) TV Series (produtor executivo) (número não exato de episódios)
- The Nightman (1992) (TV) (co-produtor executivo)
- Angel Street (1992) (TV) (produtor executivo)
- "CBS Summer Playhouse" (apenas produtor) (1 episódio, 1988)
- Nice Girls Don't Explode (1987) (apenas produtor)

## Carreira como Escritor
Entre "aspas" as séries de TV:
- "Smith" (4 episódios, 2006-2007)
- "The West Wing" (10 episódios, 2003-2006)
- Prodigy/Bully (2006) (TV) (criador)
- "ER" (28 episódios, 1994-2005)
- "Third Watch" (11 episódios, 1999-2004)
- "Presidio Med" (2002) TV Series (número não exato de episódios)
- "Citizen Baines" (2001) TV Series (número não exato de episódios)
- "Trinity" (1998) TV Series (número não exato de episódios)
- Entertaining Angels: The Dorothy Day Story (1996)
- The Nightman (1992) (TV)
- Angel Street (1992) (TV)
- "China Beach" (18 episódios, 1988-1991)
- "CBS Summer Playhouse" (1 episódio, 1988)

## Carreira como Diretor
- "ER" - (7 episódios, 1998-2006):
- Jigsaw (2006)
- The Show Must Go On (2005)
- On the Beach (2002)
- A Walk in the Woods (2001)
- Such Sweet Sorrow (2000)
- The Storm: Part 1 (1999)
- Carter's Choice (1998)